# 橋本聖子
橋本聖子（日语：／ Hashimoto Seiko；1964年10月5日—），日本女性政治人物，出身於北海道勇拂郡早来町（現安平町）。2020東京奧運會組織委員會第2任會長，曾任東京奧運會國務大臣，前競速滑冰運動員、場地自行車運動員。是罕有的兼具夏季奧運會和冬季奧運會參賽經驗的運動員之一。1992年阿爾貝維爾冬奧會女子1500米競速滑冰項目勇奪銅牌。

## 從政

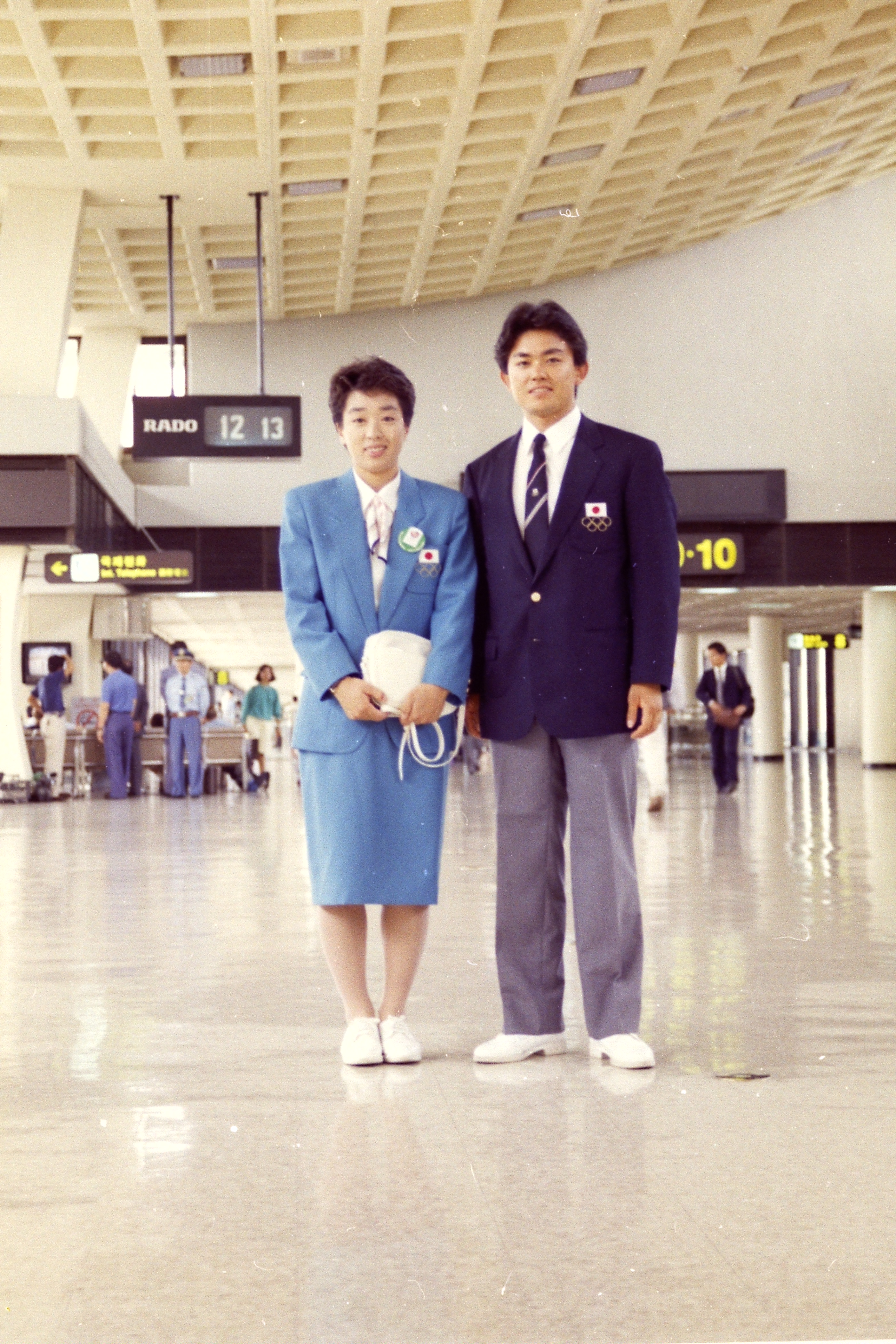
1988年参加汉城奥运会的桥本圣子在金浦国际机场

1995年進入政壇，加入自由民主黨參選參議院議員並成功當選，至今連任4屆。1996年她以國會議員的身份再次挑戰亞特蘭大奧運會，之後決定退出體壇。2021年2月18日，橋本聖子出任东京奥组委会长，同时辞去奥运大臣一职。

## 家庭
1998年和前橄欖球運動員石崎勝彥結婚（石崎當時已轉職警察，擔任島村宜伸農林水產大臣的特別警衛官）。

## 荣誉

### 外国勋章奖章
- 国家功绩骑士勋章（法国，2015年4月17日于东京颁发[2]）
- 奥林匹克金质勋章（国际奥委会，2021年8月9日于东京颁发[3]）

## 外部連結
- 官方網站 （页面存档备份，存于） （日語）

| 議會席位                   | 議會席位                           | 議會席位                 |
| -------------------------- | ---------------------------------- | ------------------------ |
| 前任： 市川一朗            | 參議院文教科學委員長 2001年—2002年 | 繼任： 大野艷子          |
| 官衔                       |                                    |                          |
| 前任： 伊藤信太郎 山本一太 | 外務副大臣 2008年—2009年           | 繼任： 武正公一 福山哲郎 |